# Campionati mondiali di nuoto in vasca corta 2006
I campionati mondiali di nuoto in vasca corta 2006 si sono svolti dal 5 al 9 aprile 2006 presso la Qizhong Forest Sports City Arena di Shanghai in Cina. Sono stati l'ottava edizione della competizione organizzata dalla Federazione internazionale del nuoto (FINA).

## Podi

### Uomini
| Evento                       | Oro                                                                          | Tempo    | Argento                                                            | Tempo    | Bronzo                                                                | Tempo    |
| Stile libero                 |                                                                              |          |                                                                    |          |                                                                       |          |
| 50 m (07.04)                 | Duje Draganja Croazia                                                        | 21,38    | Cullen Jones Stati Uniti                                           | 21,52    | Oleksandr Volynec' Ucraina Nicholas Brunelli Stati Uniti              | 21,62    |
| 100 m (09.04)                | Ryk Neethling Sudafrica                                                      | 47,24    | Filippo Magnini Italia                                             | 47,31    | José Martín Meolans Argentina                                         | 47,87    |
| 200 m (05.04)                | Ryk Neethling Sudafrica                                                      | 1:43,51  | Filippo Magnini Italia                                             | 1:43,78  | Massimiliano Rosolino Italia                                          | 1:44,67  |
| 400 m (07.04)                | Yuri Prilukov Russia                                                         | 3:38,08  | Park Tae-Hwan Corea del Sud                                        | 3:40,43  | Massimiliano Rosolino Italia                                          | 3:41,04  |
| 1500 m (09.04)               | Yuri Prilukov Russia                                                         | 14:23,92 | Park Tae-Hwan Corea del Sud                                        | 14:33,28 | Zhang Lin Cina                                                        | 14:42,82 |
| Dorso                        |                                                                              |          |                                                                    |          |                                                                       |          |
| 50 m (08.04)                 | Matthew Welsh Australia                                                      | 23,53    | Thomas Rupprath Germania                                           | 23,70    | Helge Meeuw Germania                                                  | 24,01    |
| 100 m (06.04)                | Matthew Welsh Australia                                                      | 51,09    | Markus Rogan Austria                                               | 51,48    | Randall Bal Stati Uniti Helge Meeuw Germania                          | 51,63    |
| 200 m (09.04)                | Ryan Lochte Stati Uniti                                                      | 1:49,05  | Markus Rogan Austria                                               | 1:50,97  | Matthew Welsh Australia                                               | 1:53,10  |
| Rana                         |                                                                              |          |                                                                    |          |                                                                       |          |
| 50 m (09.04)                 | Oleg Lisogor Ucraina                                                         | 26,39    | Alessandro Terrin Italia                                           | 26,60    | Chris Cook Gran Bretagna                                              | 27,17    |
| 100 m (06.04)                | Oleg Lisogor Ucraina                                                         | 58,14    | Brenton Rickard Australia                                          | 58,70    | Alexander Dale Oen Norvegia                                           | 59,16    |
| 200 m (07.04)                | Vladislav Poliakov Kazakistan                                                | 2:06,95  | Brenton Rickard Australia                                          | 2:07,52  | Evgeni Rizhkov Kazakistan                                             | 2:07,94  |
| Farfalla                     |                                                                              |          |                                                                    |          |                                                                       |          |
| 50 m (08.04)                 | Matthew Welsh Australia                                                      | 23,05    | Serhi Breus Ucraina                                                | 23,06    | Kaio de Almeida Brasile                                               | 23,07    |
| 100 m (06.08)                | Kaio de Almeida Brasile                                                      | 51,07    | Albert Subirats Venezuela                                          | 51,23    | Jayme Cramer Stati Uniti                                              | 51,53    |
| 200 m (09.04)                | Wu Peng Cina                                                                 | 1:52,36  | Moss Burmester Nuova Zelanda                                       | 1:53,94  | Nikolai Skvortsov Russia                                              | 1:54,09  |
| Misti                        |                                                                              |          |                                                                    |          |                                                                       |          |
| 100 m (09.04)                | Ryk Neethling Sudafrica                                                      | 52,42    | Peter Mankoč Slovenia                                              | 53,00    | Stefan Nystrand Svezia                                                | 53,97    |
| 200 m (07.04)                | Ryan Lochte Stati Uniti                                                      | 1:53,31  | Markus Rogan Austria                                               | 1:55,68  | Igor Berezutski Russia                                                | 1:56,64  |
| 400 m (06.04)                | Ryan Lochte Stati Uniti                                                      | 4:02,49  | Luca Marin Italia                                                  | 4:05,12  | Igor Berezutski Russia                                                | 4:06,81  |
| Staffette                    |                                                                              |          |                                                                    |          |                                                                       |          |
| 4x100 m stile libero (05.04) | Italia Alessandro Calvi Klaus Lanzarini Christian Galenda Filippo Magnini    | 3:10,74  | Svezia Marcus Piehl Lars Frölanader Jonas Tilly Stefan Nystrand    | 3:11,63  | Stati Uniti Nicholas Brunelli Ryan Lochte Matthew Grevers Jason Lezak | 3:11,92  |
| 4x200 m stile libero (06.04) | Italia Massimiliano Rosolino Matteo Pelliciari Nicola Cassio Filippo Magnini | 6:59,08  | Australia Andrew Mewing Louis Paul Grant Brits Nicholas Frost      | 7:04,16  | Stati Uniti Ryan Lochte Nicholas Brunelli Jayme Cramer Larsen Jensen  | 7:04,34  |
| 4x100 m misti (09.04)        | Australia Matthew Welsh Brenton Rickard Adam Pine Ashley Callus              | 3:27,71  | Stati Uniti Ryan Lochte Scott Usher Jayme Cramer Nicholas Brunelli | 3:28,00  | Ucraina Andri Oleinyk Oleg Lisogor Serhi Advena Andri Serdinov        | 3:28,62  |

### Donne
| Evento                       | Oro                                                                          | Tempo   | Argento                                                                | Tempo   | Bronzo                                                                       | Tempo   |
| Stile libero                 |                                                                              |         |                                                                        |         |                                                                              |         |
| 50 m (09.04)                 | Lisbeth Lenton Australia                                                     | 23,97   | Therese Alshammar Svezia                                               | 23,98   | Marleen Veldhuis Paesi Bassi                                                 | 24,25   |
| 100 m (07.04)                | Lisbeth Lenton Australia                                                     | 52,33   | Magdalena Veldhuis Paesi Bassi                                         | 53,33   | Maritza Correia Stati Uniti                                                  | 53,54   |
| 200 m (09.04)                | Yang Yu Cina                                                                 | 1:54,94 | Federica Pellegrini Italia                                             | 1:55,15 | Annika Liebs Germania                                                        | 1:55,56 |
| 400 m (07.04)                | Kate Ziegler Stati Uniti                                                     | 4:01,79 | Bronte Barratt Australia                                               | 4:03,29 | Federica Pellegrini Italia                                                   | 4:03,63 |
| 800 m (06.04)                | Anastasia Ivanenko Russia                                                    | 8:11,99 | Kate Ziegler Stati Uniti                                               | 8:14,12 | Rebecca Cooke Gran Bretagna                                                  | 8:20,02 |
| Dorso                        |                                                                              |         |                                                                        |         |                                                                              |         |
| 50 m (09.04)                 | Janine Pietsch Germania                                                      | 27,00   | Tayliah Zimmer Australia                                               | 27,25   | Gao Chang Cina                                                               | 27,28   |
| 100 m (06.04)                | Janine Pietsch Germania                                                      | 58,02   | Tayliah Zimmer Australia                                               | 58,27   | Gao Chang Cina                                                               | 58,74   |
| 200 m (07.04)                | Margaret Hoelzer Stati Uniti                                                 | 2:05,29 | Tayliah Zimmer Australia                                               | 2:05,99 | Hannah McLeann Nuova Zelanda                                                 | 2:06,96 |
| Rana                         |                                                                              |         |                                                                        |         |                                                                              |         |
| 50 m (06.04)                 | Jade Edmistone Australia                                                     | 30,22   | Brooke Hanson Australia                                                | 30,40   | Jessica Hardy Stati Uniti                                                    | 30,48   |
| 100 m (08.04)                | Tara Kirk Stati Uniti                                                        | 1:05,25 | Suzaan van Biljon Sudafrica                                            | 1:05,62 | Jade Edmistone Australia                                                     | 1:06,08 |
| 200 m (09.04)                | Qi Hui Cina                                                                  | 2:20,72 | Tara Kirk Stati Uniti                                                  | 2:21,77 | Luo Nan Cina                                                                 | 2.23,49 |
| Farfalla                     |                                                                              |         |                                                                        |         |                                                                              |         |
| 50 m (07.04)                 | Therese Alshammar Svezia                                                     | 25,76   | Fabienne Nadarajah Austria                                             | 25,95   | Anna-Karin Kammerling Svezia                                                 | 26,07   |
| 100 m (09.04)                | Lisbeth Lenton Australia                                                     | 56,61   | Rachel Komisarz Stati Uniti                                            | 57,43   | Jessica Schipper Australia                                                   | 57,49   |
| 200 m (05.04)                | Jessica Schipper Australia                                                   | 2:05,11 | Francesca Segat Italia                                                 | 2:05,91 | Yang Yu Cina                                                                 | 2:07,05 |
| Misti                        |                                                                              |         |                                                                        |         |                                                                              |         |
| 100 m (07.04)                | Brooke Hanson Australia                                                      | 1:00,16 | Hanna-Maria Seppälä Finlandia                                          | 1:00,74 | Martina Moravcová Slovacchia                                                 | 1:01,41 |
| 200 m (08.04)                | Qi Hui Cina                                                                  | 2:09,33 | Kaitlin Sandeno Stati Uniti                                            | 2:10,79 | Lara Carroll Australia                                                       | 2:11,77 |
| 400 m (05.04)                | Qi Hui Cina                                                                  | 4:34,28 | Alessia Filippi Italia                                                 | 4:35,32 | Anastasia Ivanenko Russia                                                    | 4:35,54 |
| Staffette                    |                                                                              |         |                                                                        |         |                                                                              |         |
| 4x100 m stile libero (08.04) | Paesi Bassi Inge Dekker Hinkelien Schreuder Chantal Groot Magdalena Veldhuis | 3:33,32 | Australia Shayne Reese Sophie Edington Danni Miatke Lisbeth Lenton     | 3:34,95 | Svezia Josefin Lillhage Therese Alshammar Anna-Karin Kammerling Ida Mattsson | 3:36,13 |
| 4x200 m stile libero (05.04) | Australia Bronte Barratt Jessica Schipper Shayne Reese Lisbeth Lenton        | 7:46,96 | Cina Pang Jiaying Tang Jingzhi Xu Yanwei Yang Yu                       | 7:47,07 | Stati Uniti Kate Ziegler Rachel Komisarz Amanda Weir Kaitlin Sandeno         | 7:49,16 |
| 4x100 m misti (07.04)        | Australia Tayliah Zimmer Jade Edmistone Jessica Schipper Lisbeth Lenton      | 3:51,84 | Stati Uniti Margaret Hoelzer Tara Kirk Rachel Komisarz Maritza Correia | 3:55,65 | Cina Gao Chang Luo Nan Zhou Yafei Xu Yanwei                                  | 3:55,76 |

## Medagliere
| Posiz. | Nazione       | Oro | Argento | Bronzo | Totale |
| ------ | ------------- | --- | ------- | ------ | ------ |
| 1      | Australia     | 12  | 9       | 4      | 25     |
| 2      | Stati Uniti   | 6   | 7       | 8      | 21     |
| 3      | Cina          | 5   | 1       | 6      | 12     |
| 4      | Sudafrica     | 3   | 1       | 0      | 4      |
| 5      | Russia        | 3   | 0       | 4      | 7      |
| 6      | Italia        | 2   | 7       | 3      | 12     |
| 7      | Germania      | 2   | 1       | 3      | 6      |
| 8      | Ucraina       | 2   | 1       | 2      | 5      |
| 9      | Svezia        | 1   | 2       | 3      | 6      |
| 10     | Paesi Bassi   | 1   | 1       | 1      | 3      |
| 11     | Brasile       | 1   | 0       | 1      | 2      |
| 11     | Kazakistan    | 1   | 0       | 1      | 2      |
| 13     | Croazia       | 1   | 0       | 0      | 1      |
| 14     | Austria       | 0   | 4       | 0      | 4      |
| 15     | Corea del Sud | 0   | 2       | 0      | 2      |
| 16     | Nuova Zelanda | 0   | 1       | 1      | 2      |
| 17     | Finlandia     | 0   | 1       | 0      | 1      |
| 17     | Slovenia      | 0   | 1       | 0      | 1      |
| 17     | Venezuela     | 0   | 1       | 0      | 1      |
| 20     | Gran Bretagna | 0   | 0       | 2      | 2      |
| 21     | Argentina     | 0   | 0       | 1      | 1      |
| 21     | Norvegia      | 0   | 0       | 1      | 1      |
| 21     | Slovacchia    | 0   | 0       | 1      | 1      |